# The Dreaming
| Críticas profissionais | Críticas profissionais |
| Avaliações da crítica  | Avaliações da crítica  |
| Fonte                  | Avaliação              |
| ---------------------- | ---------------------- |
| allmusic               | link                   |
| Robert Christgau       | B+ link                |

The Dreaming é o quarto álbum de estúdio da cantora e compositora inglesa Kate Bush, lançado em 1982. Foi o primeiro álbum produzido pela própria Kate. O álbum alcançou a posição número 3 na parada de álbuns do Reino Unido e recebeu a certificação de prata pela British Phonographic Industry. Muitas vezes caracterizado como a gravação mais experimental de Bush, The Dreaming vendeu menos que seus precursores e inicialmente encontrou-se com recepção crítica mista, embora a sua posição tenha melhorado significativamente nas décadas seguintes.
Slant Magazine listou The Dreaming na posição 71 em sua lista dos melhores álbuns da década de 1980. Também está incluído no livro 1001 Albums You Must Hear Before You Die, Na Lista "Top 50 Álbuns mais excêntricos de Todos os Tempos" da Mojo Magazine e na lista "Grandes Álbuns Subestimado de Nosso Tempo" da The Word Magazine.

## Visão Geral

### Background
Com o terceiro álbum de Kate Bush sendo uma co-produção entre ela e Jon Kelly, ela decidiu para seu quarto álbum sair por conta própria e ser a única produtora. O trabalho começou em torno da época do lançamento do terceiro álbum com a primeira demo de "Sat in Your Lap" sendo estabelecida em setembro de 1980 depois de ter sido inspirada por um concerto de Stevie Wonder, que ela assistiu. Com sua nova liberdade, Bush experimentou com técnicas de produção, criando um álbum que apresenta uma mistura diversificada de estilos musicais. Ela também fez uso extensivo do sintetizador de amostragem digital Fairlight CMI, que ela tinha utilizado pela primeira vez em Never for Ever .
Em junho de 1981, o primeiro single foi lançado, "Sat in Your Lap", que alcançou a posição No.11 no Reino Unido. O trabalho no entanto estava mais demorado com uma data de lançamento para o álbum não próxima. Durante o verão de 1981, Bush trabalhou no álbum em Abbey Road Studios e Odyssey Studios , bem como trabalhou as com bandas irlandesas Planxty e The Chieftains em Dublin. Após longos dias no estúdio, Bush decidiu fazer uma pausa do álbum na última parte de 1981 e retomou o trabalho nos primeiros meses de 1982 - estabelece overdubs e outros toques finais em todo o período de Janeiro a Maio de 1982 em ADVision Studios.
As músicas do The Dreaming se baseiam em filmes de crime antigos ("There Goes a Tenner"), um documentário sobre a guerra do vietnã ("Pull Out the Pin"), a situação dos aborígenes australianos ("The Dreaming"), A vida de Harry Houdini ("Houdini") e o livro de Stephen King O Iluminado ("Get Out of My House"). Outras faixas exploram questões mais pessoais; "Sat in Your Lap" examina sentimentos de frustração existencial e a busca do conhecimento, enquanto "Leave It Open" fala da necessidade de reconhecer e expressar os lados mais sombrios de sua personalidade (dentro do grande contexto de manter uma mente aberta). The Dreaming tem sido caracterizado amplamente como um álbum de art rock e como um lançamento experimental.

## Lançamento e recepção
O álbum foi finalmente lançado em setembro de 1982 seguido do segundo single, a faixa homônima "The Dreaming". O single teve má recepção, chegando a um ponto baixo 48, mas o álbum saiu melhor, atingindo um máximo de No.3 no Reino Unido. No entanto só permaneceu na parada por 10 semanas, tornando-se o álbum de menor venda de Bush, sendo certificado apenas prata.
Em novembro o próximo (e último) single, "There Goes a Tenner" foi lançado no Reino Unido. e não foi bem nas paradas - é o único single de Bush a não entrar no Top 100 do Reino Unido. Na Europa, "Suspended in Gaffa" foi lançado no lugar, e teve melhor desempenho nas paradas. Tardiamente, outro single, "Night of the Swallow " foi lançado na Irlanda em Novembro de 1983.
Apesar das vendas relativamente medíocres do álbum em outros lugares, The Dreaming foi o primeiro álbum de Bush a adentrar o EUA Billboard Top 200, em grande parte devido à crescente influência da rádio universitária. Depois disso, um EP foi lançado em 1983, que também alcançou as paradas. Em 1984, Seu segundo álbum Lionheart foi tardiamente lançado nos EUA.
Depois de seu lançamento, The Dreaming foi avaliado com crítica mista. Muitos ficaram perplexos com as paisagens sonoras densas que Bush tinha criado . Melody Maker disse em um comentário favorável que o álbum era realmente desconcertante, mas também interessante, rotulando "Suspended in Gaffa" a única "faixa vagamente convencional". Ele previu no entanto a sua falha nas paradas. Em uma revisão posterior AllMusic comentou sobre a produção de Bush afirmando que era full-on e com raiva. Bush mesma chamou  The Dreaming de o álbum "eu fiquei louca" e disse que não era particularmente comercial. Mais tarde revisitando o álbum ela disse que estava surpresa pelo som, dizendo que era um disco bastante raivoso.
A capa do álbum retrata uma cena descrita na letra da canção "Houdini". Na imagem mostrada, Bush está agindo como a esposa de Harry Houdini, segurando uma chave em sua boca, que ela está prestes a passar para ele. A fotografia é processada em sépia, com apenas a chave de ouro e a maquiagem do olho de Bush mostrando alguma cor. O homem com ela na fotografia da capa era o seu baixista, engenheiro e parceiro de longa data Del Palmer.
Com o tempo de estúdio longo e caro usado para completar o álbum , a EMI Records ficou preocupada com o rendimento relativamente baixo do álbum. Seguido disso, Bush decidiu construir seus próprios estúdios onde ela poderia estar livre para gastar tanto tempo quanto ela quisesse. Apesar de seu próximo álbum também ser um projeto de longa gestação, ele retornou Bush para o topo das paradas .
Em outubro de 1990 em uma edição da revista  "Rolling Stone", Suzanne Vega listou The Dreaming como um de seus álbuns favoritos dos anos 80.
A cantora e compositora Islandesa Björk e o rapper Americano Big Boi citaram The Dreaming como um de seus álbuns favoritos de todos os tempos.
A cantora Tori Amos também é relacionado a Bush como uma de suas claras influências, retomando a fúria e estilo do álbum.

## Faixas
Todas as faixas escritas e compostas por Kate Bush. 
| N.º            | Título                 | Duração |  |
| 1.             | "Sat in Your Lap"      | 3:29    |  |
| 2.             | "There Goes a Tenner"  | 3:24    |  |
| 3.             | "Pull Out the Pin"     | 5:26    |  |
| 4.             | "Suspended in Gaffa"   | 3:54    |  |
| 5.             | "Leave It Open"        | 3:20    |  |
| 6.             | "The Dreaming"         | 4:41    |  |
| 7.             | "Night of the Swallow" | 5:22    |  |
| 8.             | "All the Love"         | 4:29    |  |
| 9.             | "Houdini"              | 3:48    |  |
| 10.            | "Get Out of My House"  | 5:25    |  |
| Duração total: | Duração total:         | 43:25   |  |

## Desempenho nas paradas musicais
| Parada musical (1982)            | Melhor posição |
| -------------------------------- | -------------- |
| Noruega — Norwegian Albums Chart | 12             |
| Países Baixos — MegaCharts       | 5              |
| Reino Unido — UK Albums Chart    | 3              |
| Suécia — Sverigetopplistan       | 45             |

## Créditos
- Kate Bush - piano, cordas, arranjos, teclado, vocais, produção musical, sintetizador de amostragem digital Fairlight CMI
- Ian Bairnson - guitarra acústica, vocais, vocais de fundo
- Brian Bath - guitarra elétrica
- Alan Murphy - guitarra elétrica
- Paddy Bush - harmônica, bandolim, cordas, didjeridu, vocais, vocais de fundo, rombo
- Geoffrey Downes - trompete, arranjos de trompete
- Rolf Harris - didjeridu
- Seán Keane - violino
- Dónal Lunny - bouzouki
- Liam O'Flynn - gaita,tin whistle, uilleann pipes
- Dave Lawson - sintetizador, synclavier sintetizador digital e sampler, arranjos de cordas
- Del Palmer - baixo, vocais, baixo fretless
- Jimmy Bain - baixo
- Danny Thompson - baixo
- Eberhard Weber - contrabaixo
- Stuart Elliott - bateria - percussão
- Preston Heyman - bateria
- Esmail Sheikh - bateria
- Percy Edwards - efeitos sonoros, vocais
- Stewart Arnold - vocais, vocais de fundo
- Gordon Farrell - vocais
- Paul Hardiman - vocais, engenheiro, mixagem
- Gary Hurst - vocais, vocais de fundo
- David Gilmour - vocais, vocais de fundo
- Richard Thornton - vocais, coro
- Haydn Bendall - engenheiro de gravação
- Hugh Padgham - engenheiro
- Nick Launay - engenheiro
- John Barrett - engenheiro assistente
- George Chambers - engenheiro assistente
- Nick Cook - engenheiro assistente
- Danny Dawson - engenheiro assistente
- Howard Gray - engenheiro assistente
- Teri Reed - engenheiro assistente
- David Taylor - engenheiro assistente, assistente de mixagem
- Ian Cooper - engenheiro de corte
- Bill Whelan - arranjos de trompa, arranjos de cordas
- Pete Wooliscroft - edição digital